# Knežina
Knežina är en ort i Bosnien och Hercegovina.   Den ligger i entiteten Republika Srpska, i den östra delen av landet, 40 km nordost om huvudstaden Sarajevo. Knežina ligger 746 meter över havet och antalet invånare är 261.
Terrängen runt Knežina är huvudsakligen lite kuperad. Knežina ligger nere i en dal. Närmaste större samhälle är Sokolac, 9,7 km söder om Knežina. 
I omgivningarna runt Knežina växer i huvudsak blandskog. Runt Knežina är det ganska tätbefolkat, med 67 invånare per kvadratkilometer.